# ダイハツ・ソレックス

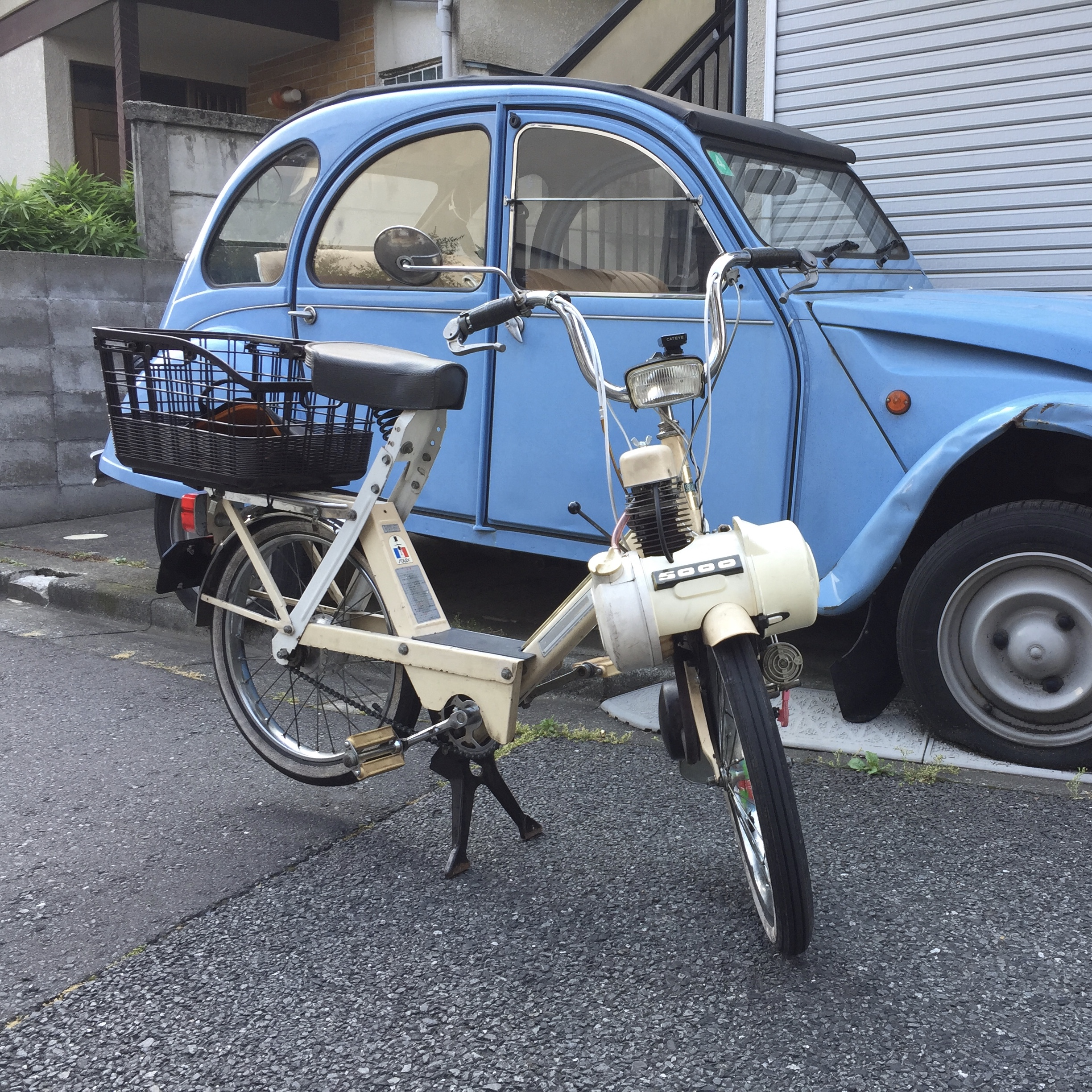
ソレックス5000日本仕様。フランス仕様とは速度制限されたエンジン、テールランプの形状、右足の汚れを防ぐチェーン・ガードの形状などに違いがある。

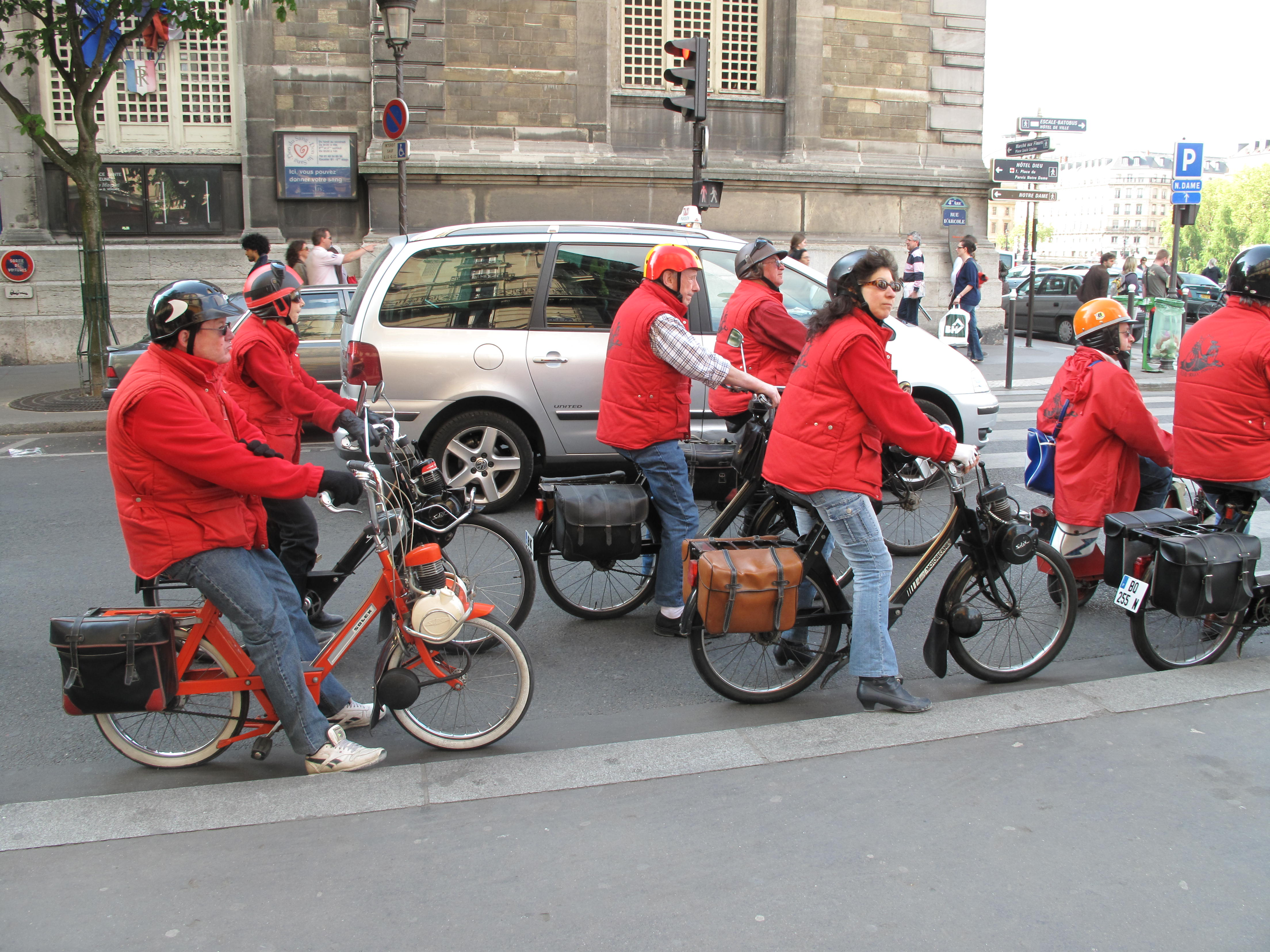
フランス・パリ市中をツーリングするヴェロソレックス。左端前列の男性が乗る赤い車体がダイハツも販売したヴェロソレックス5000である。

ダイハツ・ソレックス（SOLEX）ダイハツ工業が1974年から1977年頃まで販売したモペッド。

## 概要

ヴェロソレックスの概念図

頑丈なフレームを持つペダル付き自転車の前輪上に49ccの2ストロークエンジンをマウントし、タイヤに圧接したローラーで直接動力を伝達するという独特の駆動方式で、イグニッションキーやバッテリーも持たない原始的な原動機付自転車である。原型はフランスのキャブレターメーカーであるソレックス社が開発したヴェロソレックス 5000。
ダイハツはその傘下にあたブラジルのSINFAC社からキット状態で輸入し、国内で組み立てるいわゆるノックダウン生産を行った。
本来は無免許で乗れる日常の足として設計されたため、最大出力は0.4馬力と当時の国産原付の15分の1未満である。前輪上にエンジンがあるためにバランスが取り辛い上、サスペンションを持たないため悪路での乗り心地は悪く、ちょっとした坂道でもペダルを併用しないと登れないという、免許を必要とするオートバイとしては極めて非力で実用性に乏しい乗り物であった。なお、カタログ上の最高速度は18kmであったため、保安基準の特例として速度計や方向指示器、尾灯および制動灯は装備されていない。
ヨーロッパ的でユニークなデザインがごく一部の層からは評価されたものの、自転車店や二輪販売店ではなく自動車ディーラーのみでの販売であったこともあり、ほとんど普及することのないまま販売終了となった。総輸入台数は25000台とされるが、現存車両は非常に少ないと思われる。